# Ґрудек-Двур
Ґрудек-Двур (пол. Gródek-Dwór) — село в Польщі, у гміні Яблонна-Ляцька Соколовського повіту Мазовецького воєводства.
Населення — 100 осіб (2011).
У 1975-1998 роках село належало до Седлецького воєводства.

## Демографія
Демографічна структура станом на 31 березня 2011 року:
|          | Загалом | Допрацездатний вік | Працездатний вік | Постпрацездатний вік |
| -------- | ------- | ------------------ | ---------------- | -------------------- |
| Чоловіки | 54      | 14                 | 31               | 9                    |
| Жінки    | 46      | 3                  | 26               | 17                   |
| Разом    | 100     | 17                 | 57               | 26                   |